# Капо (Палермо)
Капо је насеље у Италији у округу Палермо, региону Сицилија.
Према процени из 2011. у насељу је живело 73 становника. Насеље се налази на надморској висини од 23 м.